# Lómagnúpur
Beim Lómagnúpur handelt es sich um einen Berg (764 m) im Süden von Island.

## Lage
Der Berg liegt im äußersten Osten des Bezirks Fljótshverfi und grenzt direkt an den Skeiðarársandur. Östlich von ihm auf dem Sander befindet sich der Fluss Núpsvötn. Südlich führt an ihm der Hringvegur vorbei, die Nationalstraße 1, die Island auf einer Länge von ca. 1.700 km umrundet. Mit dem Brückenbau im Osten des Berges wurde 1974 die Ringstraße geschlossen.

## Entstehung des Berges: Vulkanismus und Meereserosion

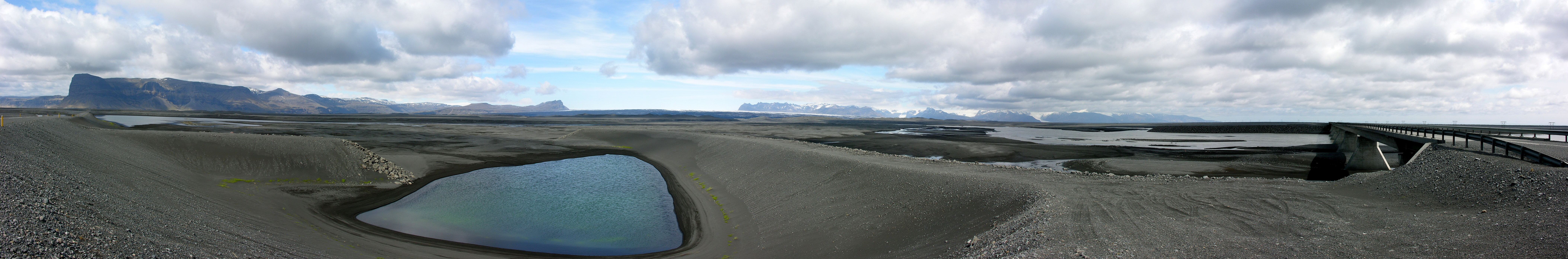
Lómagnúpur und Skeiðarársandur

Es handelt sich um einen langgezogenen von Norden nach Süden ausgerichteten Bergrücken, der an seinem höchsten Gipfel 764 m über dem Meer liegt, die vordersten Klippen hingegen erreichen eine (fast senkrechte) Höhe von 671 m und sind damit die höchsten Islands.
Zum größten Teil besteht Lómagnúpur aus Palagonit, jedoch erkennt man auch Lagen aus Laven (z. B. Kissenlava und Lavasäulen) sowie Sedimenten.
Er wurde innerhalb von 1 Million Jahren aufgebaut. Die untersten Schichten sind ca. 2,5 Millionen Jahre alt, die obersten etwa 1,5 Millionen Jahre.
Zudem befand sich der Berg in Zwischeneiszeiten sowie direkt nach der letzten Eiszeit vor 10.000 Jahren direkt an der Küste, so dass ihn auch das Meer geprägt hat.
Zwei oder drei Bergstürze sind am Lómagnúpur nachweisbar. Der auffallendste befindet sich auf der Westseite des Berges direkt neben der Hauptverbindungsstraße Hringvegur, stammt von 1789 und entstand bei einem Erdbeben.

## Literarische Anspielungen
Der Berg erlangte Berühmtheit unter anderem in seiner Erwähnung in der Saga von Njáll, in welcher Flosi einen Alptraum hat. Er hatte mit seinen Mannen Njáll getötet und träumte nun von einem Riesen, der aus dem Berg träte und ihm den Tod seiner Leute verkündete.
Auf diese berühmte Szene spielt ein ebenfalls in Island bekanntes Gedicht des Lyrikers Jón Helgason über den Lómagnúpur an.

## Bergbesteigung
Eine Möglichkeit besteht ausgehend von der Piste zum Núpsstaðarskógur im Fossdalur über das Seldalur, dann nach Westen und schließlich auf dem Bergrücken nach Süden.